# Мали Извор (град Зайчар)
Мали Извор (на сръбски: Мали Извор) е село в източна Сърбия, част от община Зайчар в Зайчарски окръг. Населението му е 454 души (2011).
Разположено е на 286 метра надморска височина в долината на Тимок, на 6 километра западно от границата с България и на 20 километра южно от Зайчар. Селището се споменава за първи път в османски регистри от XV век, а през втората половина на XX век населението му намалява неколкократно.